# Атемасово
Атемасово (рос. Атемасово) — село в Росії у складі Ардатовського району Нижньогородської області. Входить до складу Хрипуновської сільської ради.

## Населення
| 1999 | 2002 | 2010 |
| ---- | ---- | ---- |
| 432  | ↘386 | ↘283 |